# Yli-Kuivanen
Yli-Kuivanen eller Kuivasenjärvi är en sjö i Finland. Den ligger i kommunen Kuusamo i landskapet Norra Österbotten, i den nordöstra delen av landet, 700 km norr om huvudstaden Helsingfors. Yli-Kuivanen ligger 275,3 meter över havet. Den är 1,27 meter djup. Arean är 51,4 hektar och strandlinjen är 4,14 kilometer lång. Sjön  ingår i Ijo älvs huvudavrinningsområde. 